# Duitse militaire begraafplaats in Angelsdorf
De Duitse militaire begraafplaats in Angelsdorf is een militaire begraafplaats in de Duitse gemeente Elsdorf in de deelstaat Noordrijn-Westfalen. Op de begraafplaats zijn 547 Duitse soldaten begraven die tijdens de Tweede Wereldoorlog zijn omgekomen.